# Džehenem

Džehenem je roman sodobnega slovenskega avtorja Dušana Čatra, ki pa bi ga lahko uvrstili deloma tudi med kratke zgodbe.
Naslov v bistvu pomeni pekel.

## Vsebina
Zgodbe ljudi z obrobja, drugače povedano priseljencev. Srb, Hrvat, Moldavijka, temnopolti Kambodžan in Nemka so
glavni junaki zgodb, ki se pravzaprav dogajajo v Sloveniji. Medsebojni preplet zgodb pa daje knjigi prav posebni čar. 
Zadnja zgodba se poveže s prvo in krog pekla (džehenem) je sklenjen.

## Zbirka
Knjiga je izšla v zbirki Beletrina Študentske založbe.